# Човек који је превише знао (филм из 1934)
Човек који је превише знао (енгл. The Man Who Knew Too Much) је британски филм ноар политички трилер из 1934. године, режисера Алфреда Хичкока, са Леслијем Бенксом, Едном Бест, Питером Лореом, Новом Пилбим и Френком Воспером у главним улогама. Ово је био један од најуспешнијих и најхваљенијих филмова из Хичкоковог британског периода.
Ово је први Хичкоков филм који је користио овај наслов, пошто је он 1956. године снимио истоимени филм, који је имао значајно другачију радњу и сценарио са неким модификацијама. У другом филму су глумили Џејмс Стјуарт и Дорис Деј, а снимљен је за Paramount Pictures. Ова два филма су веома слична по тону. У књизи Хичкок/Трифо (1967), као одговор на тврдњу колеге филмског ствараоца Франсоа Трифоа да су аспекти римејка далеко бољи, Хичкок је одговорио: „Рецимо само да је прва верзија дело талентованог аматера, а да је други направио професионалац”. Међутим, речено је да се ова изјава не може сматрати потпуно тачном са сигурношћу.
Овај филм осим наслова нема ништа заједничко са истоименом књигом Г. К. Честертона из 1922. године. Хичкок је одлучио да користи наслов овај јер је имао филмска права за неке од прича ове књиге.

## Радња
Боб и Џил Лоренс, британски пар који је на одмору у Швајцарску са ћерком Бети, спријатељи се са Французом Лујем Бернаром, који је одсео у њиховом хотелу. Џил учествује на такмичењу у гађању глинених голубова, где стиже до финала, али губи од Рамона Левина, јер јој је у кључном тренутку пажњу одвукао звецкајући сат који припада Аботу.
Те вечери, Луј је упуцан док Џил плеше са њим. Пре него што умре, говори Џил где да пронађе поруку намењену британском конзулу; она ово исприча Бобу. Боб чита поруку, која упозорава на планирани међународни злочин. Злочинци умешани у пуцњаву киднапују Бети и прете да ће је убити ако њени родитељи икоме испричају шта знају. У немогућности да потраже помоћ од полиције, Боб и Џил се враћају у Енглеску, где откривају да је банда, предвођена Аботом, унајмила Рамона да пуца у шефа једне европске државе током концерта у Ројал Алберт Холу. Џил присуствује концерту и ремети Рамонов нишан вриштањем у кључном тренутку.
Криминалци се враћају у своју јазбину иза храма култа обожавања сунца. Боб улази у храм тражећи Бети, а обоје бивају затворени у суседној кући. Полиција је опколила зграду и дошло је до пуцњаве. Криминалци издржавају све док им не понестане муниције и док већина њих не буде убијена.
Бети се пење на кров бежећи од Рамона, који је прати. Полицијски стрелац се не усуђује да пуца на њега јер је Бети тако близу. Џил узима пушку и пуца у Рамона, који пада са крова. Полиција упада у зграду. Абот се крије се унутра, али га одаје звецкање његовог сата. Он пуца у себе и умире, а Бети се поново сусреће са родитељима.

## Улоге
| Глумац           | Улога        |
| ---------------- | ------------ |
| Лесли Бенкс      | Боб Лоренс   |
| Една Бест        | Џил Лоренс   |
| Питер Лоре       | Абот         |
| Френк Воспер     | Рамон Левин  |
| Хју Вејкфилд     | Клајв        |
| Нова Пилбим      | Бети Лоренс  |
| Пјер Френе       | Луј Бернар   |
| Сисели Оутс      | сестра Агнес |
| Д. А. Кларк Смит | Бинстед      |
| Џорџ Керзон      | Гибсон       |

## Продукција
Пре него што је почео овај пројекат, Хичкок је требало да ради на филму Road House (1934), који је на крају режирао Морис Елви. Развој је почео када су Хичкок и сценариста Чарлс Бенет покушали да адаптирају причу о Булдогу Драмонду која би се вртела око међународних завера и отмице бебе; оригинални наслов је био Беба Булдога Драмонда. Договор за адаптацију је пропао, а оквир приче је поново употребљен у сценарију за овај филм, а сам наслов је преузет из неповезане књиге Г. К. Честертона.
За причу су потписани Бенет и Д. Б. Виндам Луис. Бенет је касније тврдио да је Луис био ангажован да напише неке дијалоге који никада нису искоришћени и да није пружио никакав допринос причи, иако је ова тврдња оспоравана.
Ово је био други филм Питера Лореа на енглеском језику, после синхронизоване верзије филма М (1931). Међутим, он још увек није могао да говори енглески, јер је тек недавно побегао из нацистичке Немачке, па је напамет научио све своје дијалоге.
Пуцњава на крају филма била је заснована на опсади Сидни Стрита, инциденту из стварног живота који се догодио у лондонском Ист Енду (где је Хичкок одрастао) 3. јануара 1911. године. Пуцњава није била укључена у Хичкоков римејк из 1956. године.
Хичкок је ангажовао аустралијског композитора Артура Бенџамина да напише музику посебно за сцену у Ројал Алберт Холу. Музика, позната као Кантата олујних облака, коришћена је и у овој верзији, као и у римејку из 1956. године.
Хичкок има камео улогу на 33. минуту филма. Може се видети како прелази улицу с десна на лево у црном капуту пре него што Боб и Клајв уђу у капелу.

## Пријем
Критике су биле позитивне, а К. А. Лежен из новина The Observer је изјавила да је „срећна због овог филма […] због његове непромишљености, његовог искреног одбијања да се упусти у суптилности, да би био најперспективније дело које је Хичкок продуцирао још од Уцене”. The Daily Telegraph је описао филм као „упечатљив повратак” за Хичкока, док је The Daily Mail навео да „Хичкок поново ускаче у први ранг британских редитеља”. The New York Times је похвалио филм као „најоштрију мелодраму нове године”, напомињући да је „узбудљиво написан” и „одлично изведен што се тиче приповедања”. Рецензија је похвалила Хичкока као „једног од најспособнијих и најмаштовитијих филмских стваралаца у Енглеској” и навела да Лореу „недостаје прилика да буде оличење ужаса које је био у филму М”, али је „сигурно нешто што треба видети”, позитивно га упоредивши са глумцем Чарлсом Лотоном.
Филм има рејтинг одобравања од 88% на сајту Rotten Tomatoes, на основу 32 рецензије, са просечном оценом 7,76/10.

## Ауторска права и статус кућних медија
Човек који је превише знао, као и сви Хичкокови британски филмови, заштићен је ауторским правима широм света, али је у великој мери кријумчарен путем кућних медија. Упркос томе, појавила су се различита лиценцирана, рестаурирана издања на DVD, Blu-ray и видео на захтев форматима које су издали Network Distributing, Criterion и многи други.